# 私と放電
『私と放電』（わたしとほうでん 英題：Watashi to Houden、Me & Electric Discharge ）は、2008年7月2日にEMIミュージック・ジャパンより発売された日本のシンガーソングライター・椎名林檎のカップリング・アルバム。同日にはミュージック・ビデオ集「私の発電」も同時発売された。

## 概要
本作は椎名のデビュー10周年記念作品として発売された、ファンの間で商品化のリクエストが高かったアルバム未収録曲または未収録バージョンやシングルのカップリング曲など計22曲をCD2枚組に収録したアルバム。
本作の発売は数枚に散在していた、アルバムに入らなかった曲を1枚にまとめるために企画されたという。また、シングルには8cmCDもあり、椎名本人がそれらをMacに入れたところ出てこなくなってしまったと発言しており、12cmCD化を目指したものとも考えられる。なお、Disc2の12、13、14トラックは、パッケージやディスコグラフィー上には記載されていないボーナス・トラック扱いとして収録されている（インナーのブックレットには、タイトル、歌詞、クレジットは記載されている）。
今回の発売にあたって、「メロウ」のミュージック・ビデオが撮り下ろされ、同時発売のDVD「私の発電」に収録された。また、デビュー記念日である5月27日より、椎名林檎10周年記念特設サイト（ringo10th.com）がオープンした他、それまでCCCD仕様でリリースされた「茎 (STEM) 〜大名遊ビ編〜」「加爾基 精液 栗ノ花」「りんごのうた」が通常のCD-DA仕様にされて本作と同時発売（再発売）された。
初回限定盤・通常盤の2タイプでのリリース。初回限定盤は「椎名林檎 (生)林檎博'08～10周年記念祭～」チケット先行予約チラシ封入、10周年ロゴステッカー封入、10周年特別ダブル紙ジャケット仕様となっている。

## 収録内容
全作詞・作曲：椎名林檎　（注記を除く）
| #         | タイトル                                                                             | 作詞      | 作曲・編曲 | 編曲              | プロデュース | 時間 |
| --------- | ------------------------------------------------------------------------------------ | --------- | ---------- | ----------------- | ------------ | ---- |
| 1.        | 「すべりだい」                                                                       |           |            | 亀田誠治          | 北城浩志     | 3:58 |
| 2.        | 「アンコンディショナル・ラブ」(作詞・作曲：Cyndi Lauper、Tom Kelly、Billy Steinberg) |           |            | 亀田誠治          | 北城浩志     | 3:43 |
| 3.        | 「リモートコントローラー」                                                           |           |            | 亀田誠治          | 北城浩志     | 3:12 |
| 4.        | 「眩暈」                                                                             |           |            | 亀田誠治          | 北城浩志     | 4:37 |
| 5.        | 「輪廻ハイライト」                                                                   |           |            | 亀田誠治          | 井上うに     | 3:26 |
| 6.        | 「あおぞら」                                                                         |           |            | 亀田誠治          | 井上うに     | 4:15 |
| 7.        | 「時が暴走する」                                                                     |           |            | 椎名林檎 亀田誠治 | 井上うに     | 5:03 |
| 8.        | 「Σ」                                                                                |           |            | 椎名林檎 亀田誠治 | 井上うに     | 3:12 |
| 9.        | 「東京の女」(作詞：山上路夫；作曲：沢田研二)                                         |           |            | 椎名林檎 亀田誠治 | 井上うに     | 2:48 |
| 10.       | 「17」                                                                               |           |            | 椎名林檎 亀田誠治 | 井上うに     | 4:26 |
| 11.       | 「君ノ瞳ニ恋シテル」                                                                 |           |            | 椎名林檎 亀田誠治 | 井上うに     | 4:32 |
| 合計時間: | 合計時間:                                                                            | 合計時間: | 合計時間:  | 43:12             |              |      |

| #         | タイトル                                              | 作詞      | 作曲・編曲 | 編曲             | プロデュース | 時間 |
| --------- | ----------------------------------------------------- | --------- | ---------- | ---------------- | ------------ | ---- |
| 1.        | 「メロウ」(作曲：戸谷誠、椎名林檎)                    |           |            | 天才プレパラート | 井上うに     | 5:53 |
| 2.        | 「不幸自慢」                                          |           |            | 天才プレパラート | 井上うに     | 2:25 |
| 3.        | 「喪@ CェNｺ瑠ｦｭWｧ」                                   |           |            | 天才プレパラート | 井上うに     | 3:01 |
| 4.        | 「愛妻家の朝食」                                      |           |            | 森俊之           | 井上うに     | 3:55 |
| 5.        | 「シドと白昼夢」                                      |           |            | 服部隆之         | 井上うに     | 3:34 |
| 6.        | 「意識〜戦後最大級ノ暴風雨圏内歌唱〜」                |           |            | 化猫キラー       | 井上雨迩     | 3:05 |
| 7.        | 「迷彩〜戦後最大級ノ暴風雨圏内歌唱〜」                |           |            | 化猫キラー       | 井上雨迩     | 3:05 |
| 8.        | 「la salle de bain」                                  |           |            | 斎藤ネコ         | 井上雨迩     | 4:07 |
| 9.        | 「カリソメ乙女」(HITOKUCHIZAKA ver.)                  |           |            | 斎藤ネコ         | 井上雨迩     | 3:08 |
| 10.       | 「錯乱」(ONKIO ver.)                                  |           |            | 斎藤ネコ         | 井上雨迩     | 3:24 |
| 11.       | 「映日紅の花」(作曲：浮雲)                            |           |            | 浮雲             | 井上雨迩     | 4:31 |
| 12.       | 「膨らんできちゃった」(Bonus Track)                   |           |            | 発育ステータス   | 井上雨迩     | 2:06 |
| 13.       | 「はいはい」(作曲：椎名林檎、田渕ひさ子；Bonus Track) |           |            | 発育ステータス   | 井上雨迩     | 2:33 |
| 14.       | 「光合成」(Bonus Track)                               |           |            | 発育ステータス   | 井上雨迩     | 3:40 |
| 合計時間: | 合計時間:                                             | 合計時間: | 合計時間:  | 48:27            |              |      |

### 解説

#### Disc 1
1. すべりだい
  - シングル「幸福論」収録曲
2. アンコンディショナル・ラブ
  - シングル「歌舞伎町の女王」収録曲
  - シンディ・ローパーのカバー。
3. リモートコントローラー
  - シングル「ここでキスして。」収録曲
4. 眩暈
  - シングル「ここでキスして。」収録曲
5. 輪廻ハイライト
  - シングル「本能」収録曲
6. あおぞら
  - シングル「本能」収録曲
7. 時が暴走する
  - シングル「幸福論」収録曲
8. Σ
  - シングル「ギブス」収録曲
9. 東京の女
  - シングル「ギブス」収録曲
  - ザ・ピーナッツのカバー。
10. 17
  - シングル「罪と罰」収録曲
11. 君ノ瞳ニ恋シテル
  - シングル「罪と罰」収録曲
  - フランキー・ヴァリのカバー。

#### Disc 2
1. メロウ
  - シングル「絶頂集」収録曲
2. 不幸自慢
  - シングル「絶頂集」収録曲
3. 喪＠ CェNｺ瑠ｦｭWｧ
  - シングル「絶頂集」収録曲
  - 「絶頂集」に収録されていた演奏終了後の椎名の謝罪がカットされた。
4. 愛妻家の朝食
  - シングル「真夜中は純潔」収録曲
5. シドと白昼夢
  - シングル「真夜中は純潔」収録曲
6. 意識 〜戦後最大級ノ暴風雨圏内歌唱〜
  - シングル「茎 (STEM) 〜大名遊ビ編〜」収録曲
  - アウトロが短く編集され、次曲と繋がるようになっている。
7. 迷彩 〜戦後最大級ノ暴風雨圏内歌唱〜
  - シングル「茎 (STEM) 〜大名遊ビ編〜」収録曲
  - イントロが短く編集され、前曲と繋がるようになっている。
8. la salle de bain
  - シングル「りんごのうた」収録曲
9. カリソメ乙女 (HITOKUCHIZAKA ver.)
  - シングル「この世の限り」収録曲
10. 錯乱 (ONKIO ver.)
  - シングル「この世の限り」収録曲
11. 映日紅の花
  - 映像作品「賣笑エクスタシー」収録曲
12. 膨らんできちゃった
  - シングル「絶頂集」収録曲
  - ボーナストラック。
13. はいはい
  - シングル「絶頂集」収録曲
  - ボーナストラック。
14. 光合成
  - シングル「絶頂集」収録曲
  - ボーナストラック。